# Крестовское сельское поселение (Чернский район)
Крестовское сельское поселение — бывшее муниципальное образование в Чернском районе Тульской области. В 2014 году территория сельского поселения и его населённые пункты были включены в состав Северного муниципального образования.
Административный центр — деревня Кресты.

## Население
| 2010 | 2012  | 2013  | 2014  |
| ---- | ----- | ----- | ----- |
| 1755 | ↘1734 | ↗1778 | ↗1785 |

## Населённые пункты
В состав сельского поселения входило 32 населённых пункта:
- деревни:

д. Белино
д. Ерино
д. Красные Камушки
д. Кресты
д. Малое Федулово
д. Медведки
д. Михайловка 1
д. Михайловка 2
д. Наумовка
д. Орловка
д. Паринцево
д. Покровское
д. Прилепы
д. Синегубово 1
д. Синегубово 2
д. Синегубово 3
д. Снежедь 1
д. Снежедь 2
д. Сосновка
д. Федоровка
д. Хитрово
д. Щетинино 1
д. Щетинино 2
д. Щетинино 3
- посёлки:

п. Зарница
п. Звезда
п. Каменский
п. Майский
п. Свободный
п. Степной
- сёла:

с. Малое Скуратово
- ст. Выползово:

## Достопримечательности
- Церковь Александра Невского (Малое Скуратово)